# 产线小杆菌属
产线小杆菌属（学名：Hyphobacterium）是柄杆菌目下的一个属。

## 下属物种
本属包括以下物种：
- 印度产线小杆菌 Hyphobacterium indicum
- 普通产线小杆菌 Hyphobacterium vulgare Sun et al., 2017